# 1940年7月10日の憲法的法律
1940年7月10日の憲法的法律（フランス語: Loi constitutionnelle du 10 juillet 1940）は、1940年7月10日にフランスのヴィシーで開催された国民議会において採択された、フィリップ・ペタン元帥に独裁権を与えた憲法的法律。これにより、ヴィシー政権が成立した。

## 制定の経緯
1940年、ナチス・ドイツのフランス侵攻によって敗北したフランスでは、敗北の原因を第三共和政の混乱によるとする権威主義的志向が広まり、共和政最後の首相で、第一次世界大戦の英雄でもあったフィリップ・ペタン元帥に対する個人崇拝が高まっていた。ペタンによって副首相兼国務相に任命されたピエール・ラヴァルは、フランスがアドルフ・ヒトラーに好意的に扱ってもらうためには、「『堕落した民主主義』はやめにして、絶対的権威国家を作り上げねばならぬ。」と唱え、ペタンの声望を利用して猛烈な多数派工作を開始した。
1940年7月10日、ヴィシー・オペラ座 (fr:Opéra de Vichy) で開催された国民議会において、ペタンの政府に新憲法制定のためのすべての権限を与えるという、新たな憲法的法律が制定された。賛成569、反対80、棄権17の圧倒的多数での採択であった。

## 内容
1. 国民議会は、一個または複数の行為によって、「フランス国」の新しい憲法を公布することを目的として、ペタン元帥の権威および署名のもとにある共和国政府に、すべての権限を与える。新憲法は「労働、家族、祖国」の権利を保障しなければならない[1]。
2. 憲法はフランス国民によって批准され、憲法が制定する諸会議によって適用される[1]。
3. 国民会議で審議・採択されたこの憲法的法律は、国の法律として執行される[1]。

この憲法的法律は1875年2月25日憲法的法律第8条の憲法改正手続にそって制定されたが、制定されたのは憲法ではなく「新しい憲法を公布することを目的とする」ための法律であった。国民議会は憲法改正の権限を持っていたが、この法律によって、その権限をペタンの政府に委譲したことになる。しかもペタンの政府に立法権・執行権限を与える改正は、1884年8月14日の改正によって導入された、1875年の憲法的法律第8条3項の共和政体改正禁止規定に明らかに抵触している。すなわちこの憲法的法律は、敗戦にもかかわらず第三共和政の政府が存続しているという状況で、第三共和政を葬るために、最低限の合法性を装いつつ、憲法的法律が改正するはずの第三共和政憲法を実質的に廃止するためのものであった。これ以降のヴィシー体制においては近代的な憲法関係は完全に消滅した。

## 制定後の影響
ペタンとその政府が存続した4年間、新憲法は制定されることはなかった。しかしその間ペタンとその政府は憲法行為（acte constitutionnel）によってフランスの体制を形作っていった。7月11日にはペタンを国家元首とし、大統領選挙を廃止する憲法行為一号と、第三共和政憲法である1875年の憲法的法律の破棄を決定する憲法行為二号が発された。ヴィシー政府は合計12の憲法行為を発し、その体制を形成していった。
連合国軍がフランスに上陸した後の1944年8月9日、フランス共和国臨時政府はヴィシー政権が発した命令の無効を宣言し、この憲法的法律の効力を無効化する本国における共和国の法律回復を宣言する1944年8月9日布告（Ordonnance du 9 août 1944 relative au rétablissement de la légalité républicaine sur le territoire continental）が出された。